# Дзёдзи
Дзёдзи или Тэйдзин (яп. 貞治 дзё:дзи) — девиз правления (нэнго) японского императора Го-Когона из северной династии, использовавшийся с 1362 по 1368 год.
В Южном Дворе в этот период правил император Го-Мураками с нэнго Сёхэй (1347—1370).

## Продолжительность
Начало и конец эры:
- 23-й день 9-й луны 2-го года Коан (по юлианскому календарю — 11 октября 1362);
- 18-й день 2-й луны 7-го года Дзёдзи (по юлианскому календарю — 7 марта 1368).

## Происхождение
Название нэнго было заимствовано из классического древнекитайского сочинения Книга Перемен:「利武人之貞、志治也」.

## События
даты по юлианскому календарю
- 1362 год (1-й год Дзёдзи) — нэнго было объявлено в связи с началом правления нового сёгуна Асикаги Ёсиакиры[7];
- 1365 год (4-й год Дзёдзи) — сын императора Го-Дайго, принц Канэёси (также известный как Канэнага), получает контроль над Кюсю[7];
- 1367 год (6-й год Дзёдзи) — скончался Асикага Мотоудзи, занимавший пост канто кубо (яп. 関東公方), то есть правителя района Канто; Ёсиакира заболевает и передаёт власть сыну[8];
- 1368 год (7-й год Дзёдзи) — Асикага Ёсимицу, сын Асикаги Ёсиакиры, становится третьим сёгуном сёгуната Муромати[9];

## Сравнительная таблица
Ниже представлена таблица соответствия японского традиционного и европейского летосчисления. В скобках к номеру года японской эры указано название соответствующего года из 60-летнего цикла китайской системы гань-чжи. Японские месяцы традиционно названы лунами.
| 1-й год Дзёдзи (Водяной Тигр)      | 1-я луна*       | 2-я луна                | 3-я луна* | 4-я луна* | 5-я луна  | 6-я луна* | 7-я луна                | 8-я луна*  | 9-я луна    | 10-я луна*            | 11-я луна  | 12-я луна     |                |
| 17-й год Сёхэй                     | 1-я луна*       | 2-я луна                | 3-я луна* | 4-я луна* | 5-я луна  | 6-я луна* | 7-я луна                | 8-я луна*  | 9-я луна    | 10-я луна*            | 11-я луна  | 12-я луна     |                |
| ---------------------------------- | --------------- | ----------------------- | --------- | --------- | --------- | --------- | ----------------------- | ---------- | ----------- | --------------------- | ---------- | ------------- | -------------- |
| Юлианский календарь                | 27 января 1362  | 25 февраля              | 27 марта  | 25 апреля | 24 мая    | 23 июня   | 22 июля                 | 21 августа | 19 сентября | 19 октября            | 17 ноября  | 17 декабря    |                |
| 2-й год Дзёдзи (Водяной Кролик)    | 1-я луна        | 1-я луна (високосная) * | 2-я луна  | 3-я луна* | 4-я луна* | 5-я луна  | 6-я луна*               | 7-я луна*  | 8-я луна    | 9-я луна              | 10-я луна* | 11-я луна     | 12-я луна      |
| 18-й год Сёхэй                     | 1-я луна        | 1-я луна (високосная) * | 2-я луна  | 3-я луна* | 4-я луна* | 5-я луна  | 6-я луна*               | 7-я луна*  | 8-я луна    | 9-я луна              | 10-я луна* | 11-я луна     | 12-я луна      |
| Юлианский календарь                | 16 января 1363  | 15 февраля              | 16 марта  | 15 апреля | 14 мая    | 12 июня   | 12 июля                 | 10 августа | 8 сентября  | 8 октября             | 7 ноября   | 6 декабря     | 5 января 1364  |
| 3-й год Дзёдзи (Деревянный Дракон) | 1-я луна        | 2-я луна*               | 3-я луна  | 4-я луна* | 5-я луна* | 6-я луна  | 7-я луна*               | 8-я луна*  | 9-я луна    | 10-я луна*            | 11-я луна  | 12-я луна     |                |
| 19-й год Сёхэй                     | 1-я луна        | 2-я луна*               | 3-я луна  | 4-я луна* | 5-я луна* | 6-я луна  | 7-я луна*               | 8-я луна*  | 9-я луна    | 10-я луна*            | 11-я луна  | 12-я луна     |                |
| Юлианский календарь                | 4 февраля 1364  | 5 марта                 | 3 апреля  | 3 мая     | 1 июня    | 30 июня   | 30 июля                 | 28 августа | 26 сентября | 26 октября            | 24 ноября  | 24 декабря    |                |
| 4-й год Дзёдзи (Деревянная Змея)   | 1-я луна        | 2-я луна*               | 3-я луна  | 4-я луна  | 5-я луна* | 6-я луна* | 7-я луна                | 8-я луна*  | 9-я луна*   | 9-я луна (високосная) | 10-я луна* | 11-я луна     | 12-я луна      |
| 20-й год Сёхэй                     | 1-я луна        | 2-я луна*               | 3-я луна  | 4-я луна  | 5-я луна* | 6-я луна* | 7-я луна                | 8-я луна*  | 9-я луна*   | 9-я луна (високосная) | 10-я луна* | 11-я луна     | 12-я луна      |
| Юлианский календарь                | 23 января 1365  | 22 февраля              | 23 марта  | 22 апреля | 22 мая    | 20 июня   | 19 июля                 | 18 августа | 16 сентября | 15 октября            | 14 ноября  | 13 декабря    | 12 января 1366 |
| 5-й год Дзёдзи (Огненная Лошадь)   | 1-я луна*       | 2-я луна                | 3-я луна  | 4-я луна* | 5-я луна  | 6-я луна* | 7-я луна                | 8-я луна*  | 9-я луна    | 10-я луна*            | 11-я луна* | 12-я луна     |                |
| 21-й год Сёхэй                     | 1-я луна*       | 2-я луна                | 3-я луна  | 4-я луна* | 5-я луна  | 6-я луна* | 7-я луна                | 8-я луна*  | 9-я луна    | 10-я луна*            | 11-я луна* | 12-я луна     |                |
| Юлианский календарь                | 11 февраля 1366 | 12 марта                | 11 апреля | 11 мая    | 9 июня    | 9 июля    | 7 августа               | 6 сентября | 5 октября   | 4 ноября              | 3 декабря  | 1 января 1367 |                |
| 6-й год Дзёдзи (Огненная Коза)     | 1-я луна        | 2-я луна*               | 3-я луна  | 4-я луна* | 5-я луна  | 6-я луна  | 7-я луна*               | 8-я луна   | 9-я луна*   | 10-я луна             | 11-я луна* | 12-я луна     |                |
| 22-й год Сёхэй                     | 1-я луна        | 2-я луна*               | 3-я луна  | 4-я луна* | 5-я луна  | 6-я луна  | 7-я луна*               | 8-я луна   | 9-я луна*   | 10-я луна             | 11-я луна* | 12-я луна     |                |
| Юлианский календарь                | 31 января 1367  | 2 марта                 | 31 марта  | 30 апреля | 29 мая    | 28 июня   | 28 июля                 | 26 августа | 25 сентября | 24 октября            | 23 ноября  | 22 декабря    |                |
| 7-й год Дзёдзи (Земляная Обезьяна) | 1-я луна*       | 2-я луна*               | 3-я луна  | 4-я луна* | 5-я луна  | 6-я луна  | 6-я луна (високосная) * | 7-я луна   | 8-я луна    | 9-я луна*             | 10-я луна  | 11-я луна*    | 12-я луна      |
| 23-й год Сёхэй                     | 1-я луна*       | 2-я луна*               | 3-я луна  | 4-я луна* | 5-я луна  | 6-я луна  | 6-я луна (високосная) * | 7-я луна   | 8-я луна    | 9-я луна*             | 10-я луна  | 11-я луна*    | 12-я луна      |
| Юлианский календарь                | 21 января 1368  | 19 февраля              | 19 марта  | 18 апреля | 17 мая    | 16 июня   | 16 июля                 | 14 августа | 13 сентября | 13 октября            | 11 ноября  | 11 декабря    | 9 января 1369  |

* звёздочкой отмечены короткие месяцы (луны) продолжительностью 29 дней. Остальные месяцы длятся 30 дней.